# Inslag (vävning)

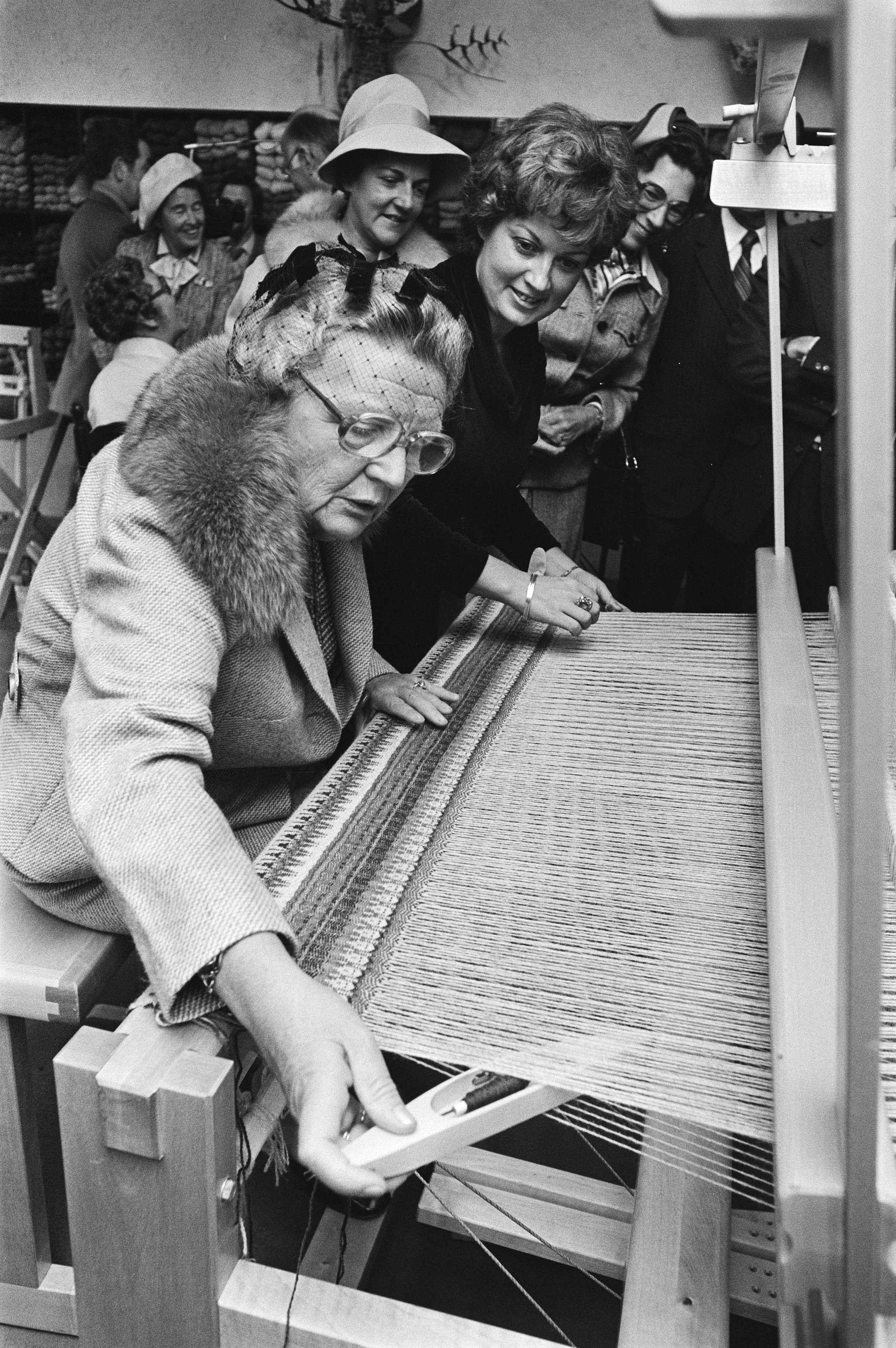
I vävning, är inslaget på skytteln som förs igenom skälet, området mellan varpen

Inslag vid vävning är det material som ligger mellan varptrådarna och oftast tvärs dessa. 
Inslag är ofta textilmaterial av olika slag, men kan lika väl utgöras av pinnar, papper, metall, plast, och faktiskt allt som överhuvudtaget går att stoppa in i något annat. En annan ofta förekommande men äldre benämning är väft som är snarlik det engelska ordet för inslag än idag: weft.
Bland de textila materialen dominerar garner av bomull, lin, cottolin och ull, men allt vanligare blir också helt andra material som pappersgarner, metalltråd, blompinnar och så vidare. Val av inslag är helt avhängigt önskat resultat och användningsområde.

## Utländska termer
I amerikansk vävlitteratur anges ofta Inslagets (väftens) täthet med ppi vilket ska tolkas som "antal Picks Per Inch,"  där pick betyder en inslagstråd. Varptrådarnas täthet anges med måttet epi. Detta ska tolkas som Ends Per Inch där man med end menar en varptråd, en trådända. 
En av de faktorer, som bestämmer vävens karaktär är förhållandet mellan tätheten i varpen i förhållande till inslagets täthet. Kvoten epi/ppi kallas sett.
|  |  |